# Griefstedt
Griefstedt település Németországban, azon belül Türingiában. Lakosainak száma 239 fő (2023. december 31.). Griefstedt Sömmerda és Weißensee községekkel határos.

## Népesség
A település népességének változása:
| Lakosok száma | 259  | 261  | 242  | 241  | 239  |
|               | 2017 | 2019 | 2021 | 2022 | 2023 |